# Unione Sportiva Arezzo 2016-2017
Questa voce raccoglie le informazioni riguardanti dell'Unione Sportiva Arezzo nelle competizioni ufficiali della stagione 2016-2017.

## Stagione
Nella stagione 2016-2017 l'Arezzo disputa il girone A del campionato di Lega Pro, con 65 punti ottiene il quarto posto finale. Partecipa ai Play-off, da questa stagione allargati fino al decimo posto nei gironi, ma si fa sorprendere nel primo turno dalla Lucchese, che si impone (1-2) al Comunale, vanificando subito i sogni di gloria aretini. La squadra amaranto allenata per questa stagione da Stefano Sottili ha raccolto 33 punti nel girone di andata che ha chiuso al quarto posto, e 32 punti nel girone di ritorno. Ma come detto, perde subito il passo nei Play-off. Partecipa anche alla Coppa Italia nazionale, dove supera nel primo turno (1-2) la Carrarese dopo i tempi supplementari, poi nel secondo turno viene eliminata dal Cesena, perdendo (2-0) al Manuzzi. Nella Coppa Italia di Lega Pro nel primo turno l'Arezzo sbanca il Lungobisenzio di Prato (0-2), mentre nel secondo turno viene eliminata dal Tuttocuoio che pareggia (1-1), ma poi i ragazzi di San Miniato si impongono (4-5) ai calci di rigore. Autore di 18 reti, il miglior marcatore stagionale aretino è stato Davide Moscardelli.

## Organigramma societario
Area direttiva
- Presidente: Mauro Ferretti
- Vicepresidente: Enrico De Martino
- Direttore generale: Andrea Riccioli
- Direttore sportivo: Roberto Gemmi
- Team manager: Federico Biagiotti

Area tecnica
- Allenatore: Stefano Sottili
- Viceallenatore: Alessio Rubicini
- Preparatore atletico: Alessandro Ducci
- Preparatore portieri: Cristian Tosti
- Dirigente accompagnatore: Marco Capaccioli

## Rosa
| N. |                      | Ruolo | Calciatore                    |
| -- | -------------------- | ----- | ----------------------------- |
| 1  | Italia (bandiera)    | P     | Massimiliano Benassi          |
| 2  | Malta (bandiera)     | D     | Zach Muscat                   |
| 3  | Italia (bandiera)    | D     | Sergio Sabatino               |
| 4  | Italia (bandiera)    | D     | Matteo Solini                 |
| 5  | Italia (bandiera)    | D     | Edoardo Masciangelo           |
| 6  | Italia (bandiera)    | D     | Luca Milesi                   |
| 6  | Italia (bandiera)    | D     | Alberto Barison               |
| 7  | Italia (bandiera)    | C     | Mattia Corradi                |
| 8  | Italia (bandiera)    | C     | Fabio Foglia                  |
| 9  | Italia (bandiera)    | A     | Davide Moscardelli (capitano) |
| 10 | Argentina (bandiera) | C     | Horacio Erpen                 |
| 11 | Italia (bandiera)    | C     | Paolo Grossi                  |
| 12 | Italia (bandiera)    | P     | Lorenzo Garbinesi             |

| N. |                    | Ruolo | Calciatore          |
| -- | ------------------ | ----- | ------------------- |
| 13 | Italia (bandiera)  | C     | Giuseppe De Feudis  |
| 14 | Senegal (bandiera) | C     | Demba Pape          |
| 15 | Italia (bandiera)  | A     | Eugenio D'Ursi      |
| 16 | Italia (bandiera)  | D     | Alessio Luciani     |
| 17 | Francia (bandiera) | A     | Arthur Yamga        |
| 18 | Italia (bandiera)  | A     | Alessandro Polidori |
| 19 | Senegal (bandiera) | D     | Ibrahima Ba         |
| 20 | Italia (bandiera)  | C     | Giacomo Cenetti     |
| 21 | Italia (bandiera)  | A     | Enrico Bearzotti    |
| 22 | Italia (bandiera)  | P     | Daniele Borra       |
| 23 | Italia (bandiera)  | D     | Alex Sirri          |
| 24 | Italia (bandiera)  | C     | Nicolò Rosseti      |
| 25 | Italia (bandiera)  | A     | Pietro Arcidiacono  |

## Risultati

### Lega Pro girone A

#### Girone di andata
| Arbitro: | Mancini (Fermo) |

|                         |           |                       |
| Bearzotti 14’ Yamga 19’ | Marcatori | 63’ Pessina 82’ Nossa |

| Arbitro: | Pasciuta (Agrigento) |

|                      |           |                              |
| M. Corradi 6’ (aut.) | Marcatori | 41’, 69’ Grossi 86’ Polidori |

| Arbitro: | Dionisi (L'Aquila) |

|                |           |            |
| Erpen 76’, 79’ | Marcatori | 2’ Marotta |

| Arbitro: | Giua (Pisa) |

|                 |           |  |
| Fischnaller 64’ | Marcatori |  |

| Arbitro: | Amabile (Vicenza) |

|                         |           |                |
| Foglia 49’ Polidori 86’ | Marcatori | 90’ Shekiladze |

| Arbitro: | Piscopo (Imperia) |

|                          |           |                                     |
| Terrani 10’ Bruccini 33’ | Marcatori | 53’ (rig.) Moscardelli 79’ Polidori |

| Arbitro: | Ayroldi (Molfetta) |

|           |           |  |
| Erpen 80’ | Marcatori |  |

| Arbitro: | Chindemi (Viterbo) |

|                                |           |                     |
| Stanco 82’, 90+6’ Maiorino 84’ | Marcatori | 8’, 17’ Moscardelli |

| Arbitro: | Andreini (Forlì) |

|                        |           |  |
| Moscardelli 45’ (rig.) | Marcatori |  |

| Arbitro: | Pillitteri (Palermo) |

|                  |           |           |
| Dell'Agnello 58’ | Marcatori | 64’ Yamga |

| Arbitro: | Proietti (Terni) |

|                                           |           |               |
| Polidori 13’ Foglia 23’ Grossi 42’ (rig.) | Marcatori | 30’ Anghileri |

| Arbitro: | Luciano (Lamezia Terme) |

|             |           |            |
| Proia 90+5’ | Marcatori | 62’ Grossi |

| Arbitro: | De Remigis (Teramo) |

|           |           |  |
| Solini 6’ | Marcatori |  |

| Arbitro: | Fiorini (Frosinone) |

|                       |           |                              |
| Santini 31’, 53’, 57’ | Marcatori | 37’ Polidori 82’ Moscardelli |

| Gorgonzola 25 novembre 2016 15ª giornata | Giana Erminio   | 0 – 0 | Arezzo | Stadio Città di Gorgonzola\| Arbitro: \| Viotti (Tivoli) \| |
| Arbitro:                                 | Viotti (Tivoli) |       |        |                                                             |

| Arbitro: | Mastrodonato (Molfetta) |

|                                             |           |            |
| Bearzotti 1’ M. Corradi 8’ Erpen 66’ (rig.) | Marcatori | 12’ Fofana |

| Arbitro: | Provesi (Treviglio) |

|             |           |                      |
| Moncini 51’ | Marcatori | 70’, 76’ Moscardelli |

| Arezzo 11 dicembre 2016 18ª giornata | Arezzo           | 0 – 0 | Viterbese Castrense | Stadio Città di Arezzo\| Arbitro: \| De Tullio (Bari) \| |
| Arbitro:                             | De Tullio (Bari) |       |                     |                                                          |

| Arbitro: | Curti (Milano) |

|                                |           |  |
| Capello 11’ (rig.) Ragatzu 19’ | Marcatori |  |

#### Girone di ritorno
| Arbitro: | Paterna (Teramo) |

|                                |           |                                 |
| Le Noci 33’ (rig.) Cicconi 72’ | Marcatori | 7’, 28’ Polidori 43’ M. Corradi |

| Arbitro: | D. Miele (Torino) |

|                      |           |                 |
| Moscardelli 72’, 78’ | Marcatori | 47’ Migliavacca |

| Arbitro: | Pietropaolo (Modena) |

|  |           |              |
|  | Marcatori | 44’ Polidori |

| Arbitro: | Balice (Termoli) |

|              |           |  |
| Polidori 37’ | Marcatori |  |

| Arbitro: | Dionisi (L'Aquila) |

|  |           |                                            |
|  | Marcatori | 24’ Moscardelli 52’ Bearzotti 80’ Polidori |

| Arezzo 12 febbraio 2017 25ª giornata | Arezzo                  | 0 – 0 | Lucchese | Stadio Città di Arezzo\| Arbitro: \| Paolini (Ascoli Piceno) \| |
| Arbitro:                             | Paolini (Ascoli Piceno) |       |          |                                                                 |

| Arbitro: | Amabile (Vicenza) |

|                             |           |                 |
| Pesenti 9’, 83’ Musetti 34’ | Marcatori | 27’ Moscardelli |

| Arbitro: | Amoroso (Paola) |

|  |           |            |
|  | Marcatori | 10’ Stanco |

| Arbitro: | Nicoletti (Catanzaro) |

|              |           |                 |
| De Sousa 26’ | Marcatori | 32’ Moscardelli |

| Arbitro: | Valiante (Salerno) |

|                 |           |  |
| Moscardelli 41’ | Marcatori |  |

| Arbitro: | Guida (Salerno) |

|                   |           |  |
| Scaccabarozzi 30’ | Marcatori |  |

| Arbitro: | Panarese (Lecce) |

|                |           |  |
| Moscardelli 7’ | Marcatori |  |

| Arbitro: | Marchetti (Ostia Lido) |

|                 |           |                              |
| Borra 7’ (aut.) | Marcatori | 47’ M. Corradi 74’ Bearzotti |

| Arbitro: | Zanonato (Vicenza) |

|                 |           |               |
| Moscardelli 78’ | Marcatori | 90+2’ Kabashi |

| Arbitro: | Camplone (Pescara) |

|                                           |           |                                    |
| Moscardelli 29’ Yamga 34’ Arcidiacono 56’ | Marcatori | 48’ Bonalumi 65’ Bruno 88’ Pinardi |

| Arbitro: | Provesi (Treviglio) |

|  |           |             |
|  | Marcatori | 87’ Luciani |

| Arbitro: | Paterna (Teramo) |

|                 |           |                      |
| Arcidiacono 12’ | Marcatori | 15’ Tomi 57’ Moncini |

| Viterbo 29 aprile 2017 37ª giornata | Viterbese Castrense | 0 – 0 | Arezzo | Stadio Enrico Rocchi\| Arbitro: \| Amabile (Vicenza) \| |
| Arbitro:                            | Amabile (Vicenza)   |       |        |                                                         |

| Arbitro: | Mei (Pesaro) |

|  |           |                  |
|  | Marcatori | 45’ (rig.) Kouko |

### Play-off
| Arbitro: | Guccini (Albano Laziale) |

|                |           |                           |
| Moscardelli 9’ | Marcatori | 48’ Bruccini 61’ Cecchini |

### Coppa Italia Tim Cup
| Arbitro: | Bertani (Pisa) |

|            |           |                 |
| Tutino 88’ | Marcatori | 5’, 90+7’ Sirri |

| Arbitro: | Chiffi (Padova) |

|                           |           |  |
| Schiavone 54’ Ciano 90+5’ | Marcatori |  |

### Coppa Italia di Lega Pro
| Arbitro: | Meleleo (Casarano) |

|  |           |                          |
|  | Marcatori | 36’ Bearzotti 79’ Grossi |

| Arbitro: | Marchetti (Ostia Lido) |

|                                                                 |                      |                                                        |
| Moscardelli 35’                                                 | Marcatori            | 71’ Serinelli                                          |
| Moscardelli Erpen N. Rosseti M. Corradi Polidori Luciani Milesi | Tiri di rigore 3 – 4 | Siani Gelli Caciagli Masia Falivena O. Merkaj Lo Porto |